# Ван Эмден, Фриц
Фриц ван Эмден (нем. Fritz Isidore van Emden; 1898—1958) — немецко-британский энтомолог.

## Биография
Родился в Амстердаме. В 1900 году семья Эмдена переехала в Германию. После окончания школы он изучал естественные науки в Лейпцигском университете с 1918 по 1922 год.
Ван Эмден сначала работал на Вальтера Хорна в Немецком институте энтомологии в Берлине, а затем и в Галле. 1 апреля 1927 года он был назначен куратором энтомологии в Государственном музее науки о животных и этнологии в Дрездене.
В 1933 Эмден, наполовину еврей, был вынужден оставить службу. В 1936 он переехал в Великобританию. Был объявлен национал-социалистами врагом государства и включен в список лиц, подлежащих захвату в случае вторжения Германии на Британские острова.
В Великобритании учёный занимался, в основном, изучением личинок жуков, активно публиковался.
Скончался в Лондоне.

## Публикации
- Emden F. van. Larvae of British Beetles. — London, 1939.
- Emden F. I. van. Dipterous parasites of Coleoptera (англ.) // Entomologist's Monthly Magazine. — 1950. — Vol. 86. — P. 182-206.

- Emden F. van. Diptera Cyclorrhapha Calyptrata (I) Section (a). Tachinidae and Calliphoridae.. — London, 1954. — 133 p. — (Handbooks for the Identification of British Insects 10 (4a)).